# Die Perücke
Die Perücke ist ein 1924 entstandener deutscher Kostüm-Stummfilm des Theaterregisseurs Berthold Viertel mit Otto Gebühr in einer Doppelrolle. An seiner Seite spielt die Schwedin Jenny Hasselqvist die weibliche Hauptrolle.

## Handlung
Der arme glatzköpfige Querulin ist ein kleiner Schreiber, dem das Schicksal bislang nicht gut mitgespielt hat. Eines Tages gerät eine Perücke in seine Hände, die einst ein Fürst getragen haben soll und die magische Kräfte besitzt. Prompt platziert er sich vor einen Spiegel und setzt das leicht lädierte Haarteil auf seinen kahlen Kopf, in der vagen Hoffnung, in ein neues, wahrhaft fürstliches Leben einzutauchen. Aus dem kleinen Mann wird in seiner Imagination der mächtige Herrscher. 
Der Fürst, der ganz Querulin gleicht, erscheint in seinem Schloss, um seine Gattin, die deutlich jüngere Fürstin, und ihren Liebhaber Julian auseinanderzubringen. 
Die fürstlichen Aktionen führen selbigen in eine Nervenheilanstalt. Als er wieder auf freiem Fuß ist, muss der Herrscher zu seinem Leidwesen erkennen, dass die Fürstin und ihr Julian zusammengehören. Der Herrscher kann dies nicht akzeptieren, greift zum Revolver und erschießt sich. 
Querulin erwacht aus seiner Imagination, die nur ein einziger Schrecken war. Er sitzt wieder vor seinem Spiegel, legt die Perücke ab und packt sie in die dazugehörige Box. Querulin weiß nun, dass sein „kleines“ Leben immer noch deutlich besser ist als das eines betrogenen, einsamen Fürsten. 

## Produktionsnotizen
Die Perücke entstand großenteils im Charlottenburger Schloss und passierte die Filmzensur am 2. Januar 1925 und wurde am 23. Januar desselben Jahres in Berlins Alhambra-Kino uraufgeführt. Der für die Jugend verbotene Fünfakter besaß eine Länge von 2085 Metern. 
Eberhard Frowein übernahm die Produktionsleitung, Walter Reimann gestaltete die Filmbauten.
Der Film erhielt das Prädikat „volksbildend“.

## Kritiken
„Berthold Viertel hat sich mit diesem Werk einen ehrenvollen Platz in der vordersten Reihe unser künstlerischen Filmregisseure erkämpft. Otto Gebühr ist der Fürst. Er gehört zu unseren bedeutendsten Menschengestaltern. Jenny Hasselquist gibt der Fürstin die beherrschende sinnliche Leidenschaft und die tiefe seelische Güte. Der „Westi“ gebührt für diese starke künstlerische Leistung die höchste Anerkennung.“

„Endlich mal wieder ein Film, der der deutschen Filmkunst Ehre macht, der von den Bahnen des Alltäglichen abweicht, künstlerischen Ehrgeiz hat und die Phantasie entzündet. Wunderbare Schattenwirkungen werden erzielt ...“

„Ein interessantes künstlerisches Experiment … Ein Stoff, der die Pfade des phantastischen Films wandelt, der Möglichkeiten, die „Nosferatu“ und „Schatten“ zeigten, weiter entwickeln will. (…) Diese ganze Handlung ist auf das Unwirkliche gestellt, wächst phantastisch aus dem Realen heraus und verfehlt deshalb auf den künstlerisch empfindenden Beschauer seine Wirkung nicht. Unerreicht die Darstellung. (…) Glänzend die Photographie, die eine neue Meisterleistung Hjalmar Lerskis darstellt. (…) Ein wertvolles Werk, ein neuer Befähigungsnachweis Berthold Viertels, ein Film, in dem allerhand Möglichkeiten steckten, die Viertel noch nicht erreichte, weil ihm bei diesem zweiten Film noch allerhand rein Handwerkliches fehlt.“

„… und ist künstlerisch wie technisch dem „Letzten Mann“, gewiß einer Höchstleistung deutscher Regie, durchaus ebenbürtig.“

„Es ist das alte Lied von der unendlichen Macht der Liebe, von der Gewalt des Eros, dem sich alles unterwerfen muß. Otto Gebühr gibt dem Fürsten seine ganze, große, mimische Begabung, sich mit suggestiver Gewalt dem Beschauer aufzwingend, zieht er jeden einzelnen mit hinein in das große Erleben, läßt ihn mitempfinden und Opfer werden.“